# Frank Herbert
Frank Herbert (8. října 1920 – 11. února 1986) byl americký spisovatel, který se proslavil zejména svým románem Duna.

## Život
Frank Herbert se narodil v Tacomě ve státě Washington a vystudoval University of Washington v Seattlu. Byl člověkem mnoha řemesel. Živil se jako reportér, redaktor, profesionální fotograf a kameraman, komentoval pro lokální rádiové stanice, jezdil na moře jako lovec ústřic a dělal instruktora pro přežití v džungli.

## Dílo
Jako autor se uvedl v časopise Startling Stories svou povídkou Hledáte něco? Pak následovalo asi dvacet dalších povídek a později Herbert vydal svůj první román:
- Drak v moři (The Dragon in the Sea, 1955)

### Další romány
- Stvořitelé Boha (The Godmakers, 1958)
- Zelený mozek (The Green Brain, 1965)
- Heisenbergovy oči (The Eyes of Heisenberg, 1966)
- Tvůrci nebes (The Heaven Makers, 1967)
- Santarožská bariéra (The Santaroga Barrier, 1967)
- Hellstromův úl (Hellstrom's Hive, 1972)
- Mučená hvězda (Whipping Star, 1970)
- Experiment Dosada (The Dosadi Experiment, 1977)

### SériePandora
- Vyslanci do prázdna (Destination: Void, 1965)
- Kristova epizoda (The Jesus Incident , 1979)
- Lazarův jev (The Lazarus Effect, 1983)
- Faktor Nanebevzetí (The Ascension Factor, 1988)

### SérieDuna
- Duna (Dune, 1965) – tento román přinesl autorovi opravdový úspěch. Nejprve vyšla v magazínu Analog první část s názvem Svět Duny, díky zájmu čtenářů příběh pokračoval jako Prorok Duny. V knižním vydání se autor rozhodl oba díly spojit a nazvat stručně Duna. Vyprávění o pouštní planetě Arrakis s naprostým nedostatkem vody a jediným známým nalezištěm zvláštního koření, které má moc prodloužit lidský život a poskytuje člověku mimořádné psychické schopnosti, mělo u čtenářů ohromný ohlas. Podle románu vzniklo několik filmů. Například v roce 1984 natočil jedno ze zpracování režisér David Lynch. Duna byla také zpracována jako televizní seriál. Na jejím základě vzniklo též několik deskových či počítačových her.

Původní příběh pak Frank Herbert rozvinul v dalších pěti pokračováních:
- Spasitel Duny (Dune Messiah, 1970)
- Děti Duny (Children of Dune, 1976)
- Božský imperátor Duny (God Emperor of Dune, 1981)
- Kacíři Duny (Heretics of Dune, 1984)
- Kapitula: Duna (Chapterhouse: Dune, 1985)

Po smrti Franka Herberta pokračuje v sérii jeho syn Brian Herbert spolu s Kevinem J. Andersonem, kteří společně vydali další dvě pokračování Duny a dále dvě trilogie, které svým dějem předcházejí původnímu příběhu. V současnosti pracují na tetralogii, která se bude zabývat významnými postavami série Duna a vyplní některá prázdná místa v příběhu.